# Salsepareille d'Europe
Smilax aspera · Salsepareille
Espèce
Classification phylogénétique
La Salsepareille ou Salsepareille d'Europe (Smilax aspera L.) est une espèce de plantes monocotylédones de la famille des Smilacacées. Elle est parfois appelée liseron épineux. On consomme les jeunes pousses et, de même que plusieurs autres plantes du genre Smilax, elle est utilisée pour ses vertus médicinales.

## Description

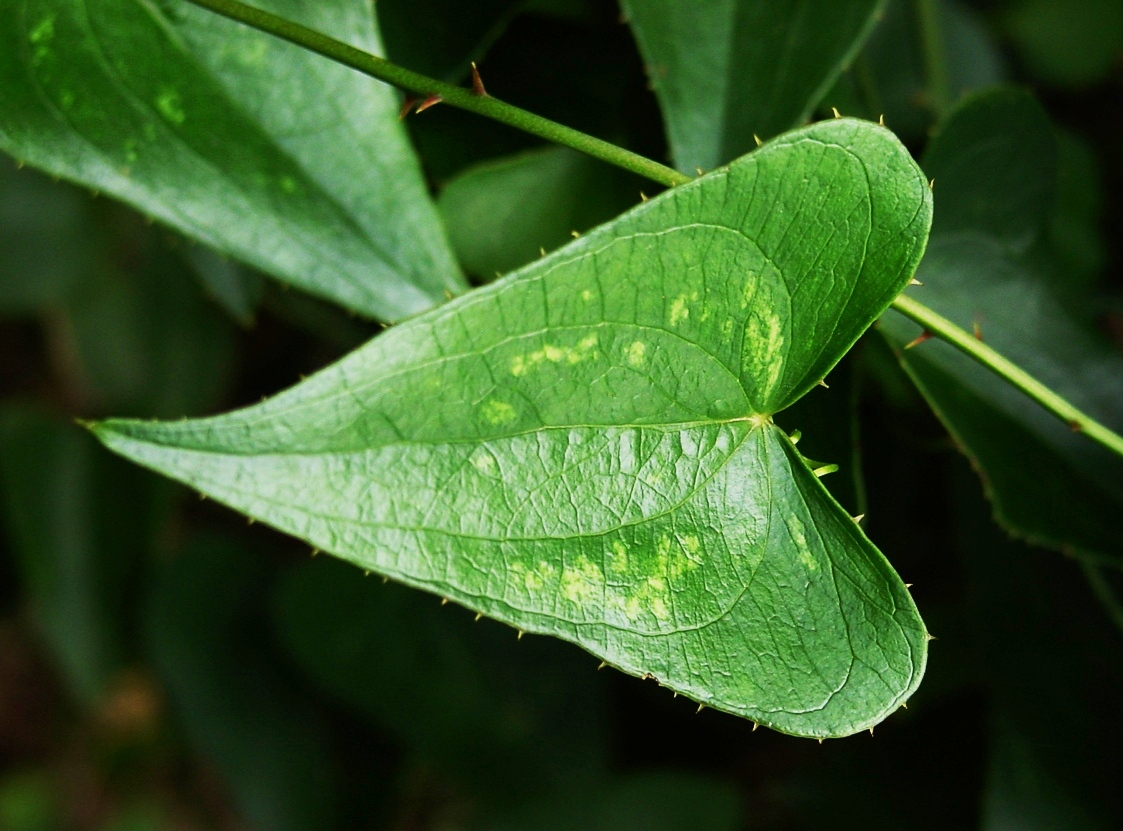
Feuille.

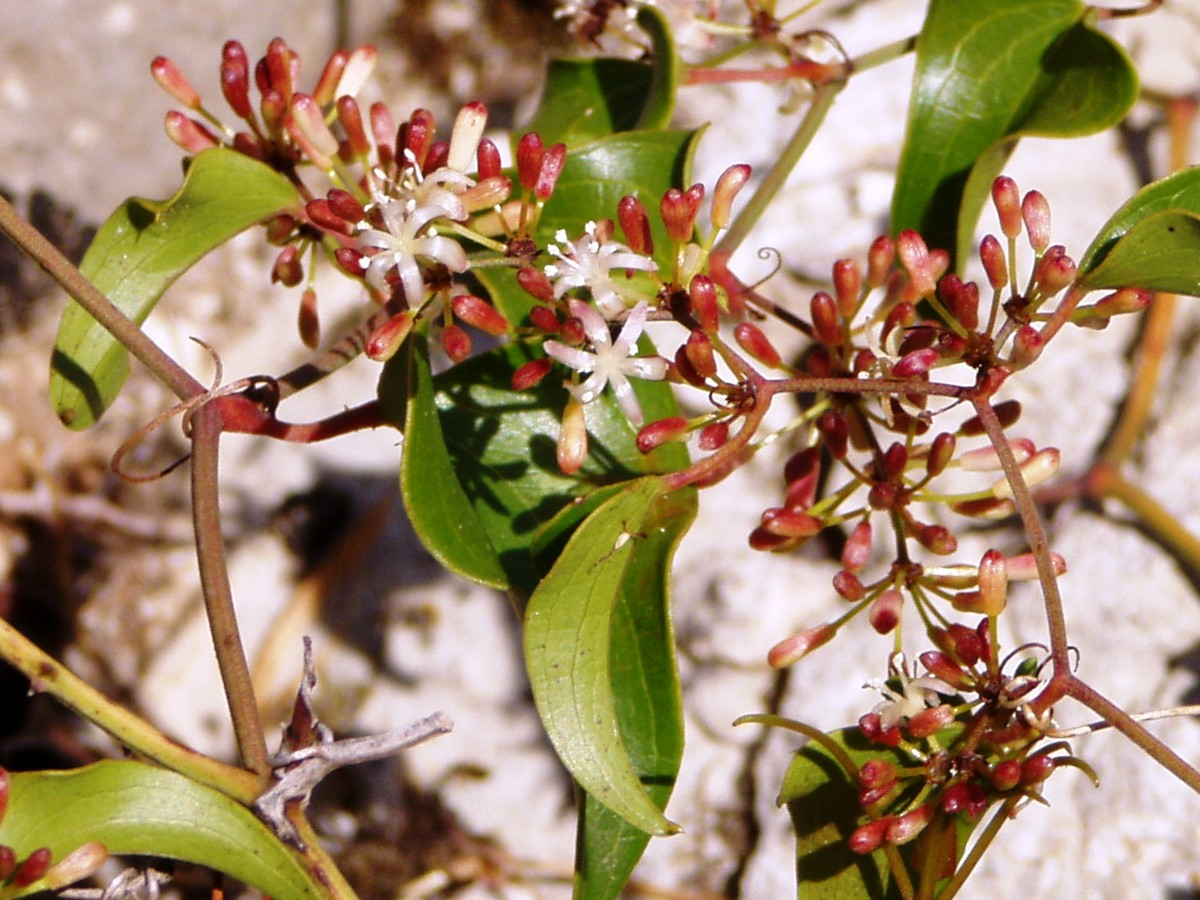
Fleurs.

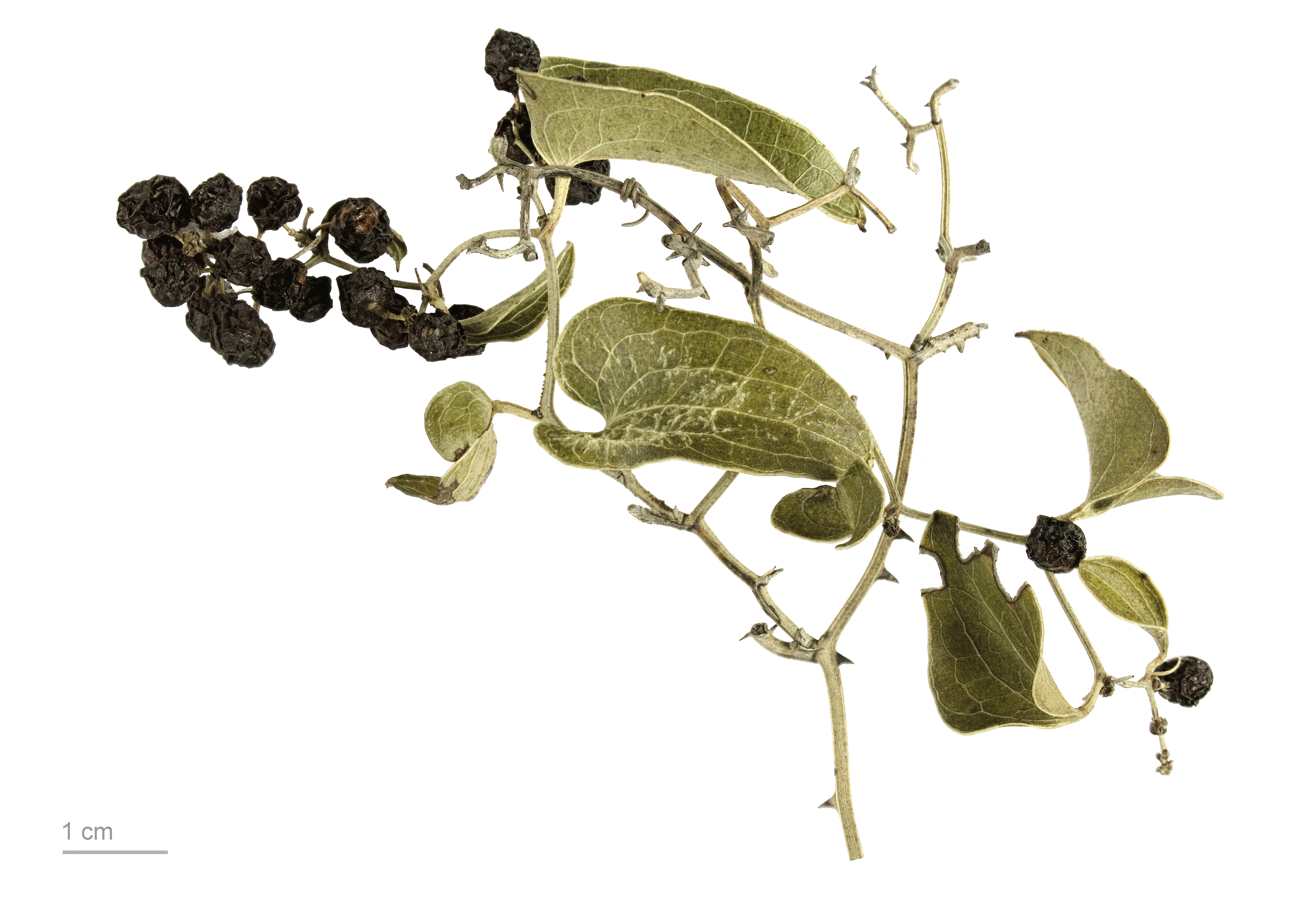
Smilax aspera - Muséum de Toulouse.

La Salsepareille d'Europe est un sous-arbrisseau ou liane vivace. Elle mesure de 1 à 3 m de haut et possède une tige volubile, ligneuse, sarmenteuse et épineuse. Ses feuilles alternes, persistantes, luisantes, sont en forme de cœur ou de pique, et munies de deux stipules transformés en vrilles. Le limbe coriace est parcouru de 5 à 7 nervures à tracé pseudo-parallèle se rejoignant au sommet, mais, fait exceptionnel pour une monocotylédone, réunies par un réseau de nervures secondaires. Le bord du limbe est épineux.
C’est une plante dioïque, à fleurs petites, blanc jaunâtre, réunies en petites ombelles. Les fruits petits et globuleux, parfois ovales, ressemblent à des groseilles, sont rouge foncé. La plante contient des saponines.
La floraison, très odorante, a lieu d’août à novembre en région méditerranéenne. Les fruits arrivent à maturité en novembre-décembre.
On peut confondre cette plante avec le Tamier commun (Dioscorea communis), mais ce dernier a une tige sans épine.

## Sous-espèces
- S. aspera subsp. aspera
- S. aspera subsp. balearica
- S. aspera subsp. mauritanica
- S. aspera subsp. nigra

## Distribution et habitat
Cette espèce pousse, dans les terres sèches :
- du pourtour méditerranéen (Espagne, France, Italie, ex-Yougoslavie, Grèce, Turquie, Liban, Syrie, Jordanie, Libye, Algérie, Maroc) ;
- en Afrique de l’est et du centre ;
- en Asie (Inde, Népal, Chine du sud).

La liane, trop solide pour être rompue à la main, contribue à rendre la garrigue languedocienne difficilement pénétrable.

## Étymologie
Il s’agit d’un emprunt au portugais salsaparrilha, lui-même emprunté (avec altération due à l’influence de salsa « persil ») à l’espagnol zarzaparrilla « salsepareille », composé de zarza « ronce » et de parrilla « treille », dérivé diminutif de parra « treille », zarza et parra étant d’origine inconnue, probablement préromaine.
esp. zarzaparrilla (zarza ronce, parrilla treille) ⇒ port. salsaparrilha ⇒ fr. salsepareille

## Usages divers

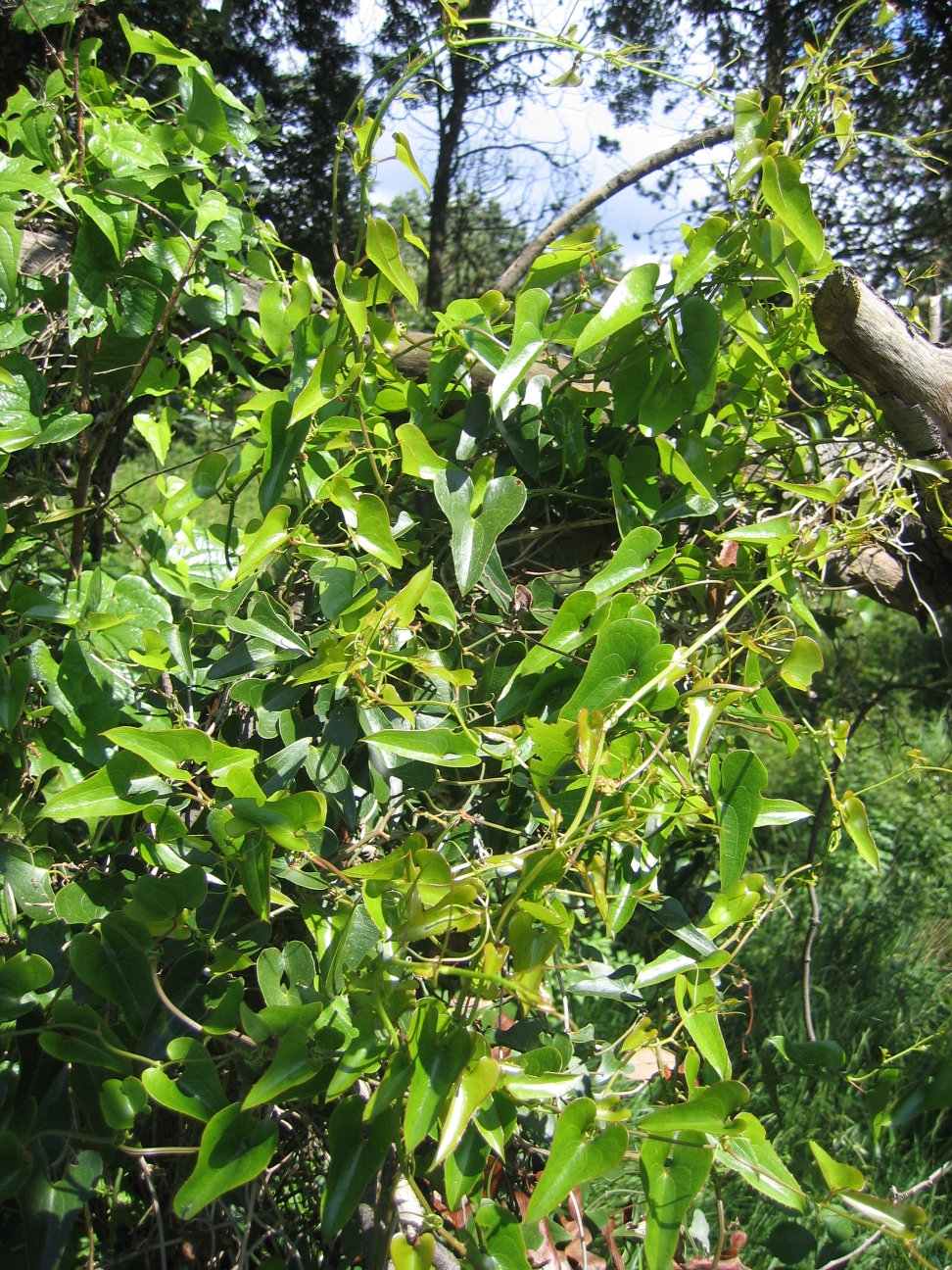
Aspect général.

### Usages médicinaux
Comme plante médicinale, elle a été utilisée contre le rhumatisme et certaines maladies de peau (eczéma, psoriasis), contre la grippe, l'anorexie ou la goutte.
Elle a une action diurétique et diaphorétique, car elle active la circulation.
Seules ses racines sont utilisées.
Des salsepareilles ont été importées de Nouvelle-Espagne aux XVIe – XVIIe siècles, comme plantes médicinales. Le médecin de Séville, Nicolas Monardes (1493-1588), qui l’a dit fort semblable à notre salsepareille, ne savait pas qu’il s’agissait d’espèces différentes (Smilax aristolochiifolia Mill., Smilax febrifuga, Smilax regelii).
Elle contient des phyto-stérols et des formes de stéroïdes, on pense donc qu’elle joue sur les taux de testostérone.

### Usages alimentaires

#### Jeunes pousses
Les parties toutes jeunes des branches de la salsepareille sont comestibles, crues (en Espagne par exemple) ou cuites. On les cueille au printemps, rougeâtres et très tendres. Elles ont une saveur légèrement amère agréable, et elles peuvent être préparées comme les asperges,.
En Turquie et Italie, après les avoir fait bouillir, elles sont servies avec de l'huile d’olive et du citron ou dans des omelettes. Elles sont aussi appréciées en Bosnie.

#### Fleurs
Dans le midi de la France, infusées dans de l'eau-de-vie avec un sirop de sucre, elles servent à fabriquer une liqueur.

#### Racines
Une boisson espagnole (dite Zarzaparilla) était produite avec ses racines.

#### Fruits
Ses baies, si elles ne sont pas vraiment toxiques, ne sont généralement pas considérées comme consommables[réf. souhaitée] mais bien mûres, elles ont servi à faire des confitures en Sicile.

### Plante d'ornement
On la retrouve cultivée à cet usage dans divers parcs et jardins.

## Consommateurs
Parmi les consommateurs, on trouve :
- la chenille du papillon de nuit, le Bombyx du pin (Dendrolimus pini) (Lasiocampidae) ;
- l’Homme (Homo sapiens) ;
- les caprins.
- Les Schtroumpfs ( fiction ).
- Lutins ( fiction ).

## Dans la fiction
- La salsepareille est le mets favori des Schtroumpfs.
- Dans le film Charlie Chan aux courses (Charlie Chan at the Race Track) réalisé par H. Bruce Humberstone en 1936 , c'est la boisson commandée par Charlie Chan au serveur sur le bateau.
- Elle est citée comme remède à la peste dans le film de Ken Russell Les Diables (1971).
- Dans le film L'Homme qui n'a pas d'étoile (Man without a Star) réalisé par King Vidor en 1955, c'est la boisson conseillée pour ne pas le regretter le lendemain matin (contrairement au whisky).
- Dans le roman Mémoires sauvés du vent (1982) de Richard Brautigan, le narrateur boit une boisson à la salsepareille devant une station service avant d'aller tirer avec son .22 Long Rifle sur des pommes pourries.
- Dans le film Retour vers le futur 3 (1990), Doc Brown se fait offrir de la salsepareille par le barman du salon (saloon) après sa dispute avec Clara Clayton.
- Dans le film The Big Lebowski des frères Coen (1998), elle est consommée à deux reprises par le conteur de l'histoire (Sam Elliott).
- Dans la série télévisée Fringe, elle est la boisson favorite du Dr Walter Bishop (2008, saison 1, épisode 4).
- Dans le jeu vidéo Xenoblade Chronicles (2010), la salsepareille est un objet de collection.
- Dans le jeu vidéo Fallout: New Vegas (2010), la Sunset Sarsaparilla est une boisson consommable à base de salsepareille.
- Dans la série Mentalist, la salsepareille est une boisson que commande Patrick Jane au bar dans une ville de l’Ouest américain (2013, saison 5, épisode 19).
- Dans le roman Le Bruit et la Fureur (1929) de William Faulkner, elle est consommée à plusieurs reprises par les personnages, et elle a notamment pour effet de «  se sentir comme un hibou à l’intérieur. »
- Dans le roman Un Parfum d'encre et de Liberté (2016) de Sarah McCoy, Sarah savoure avec délice une salsepareille (sarsaparilla) au restaurant Atwood and Bacon Oyster House de Boston.
- Dans la série télévisée Les Désastreuses Aventures des orphelins Baudelaire, le banquier M. Poe en demande une au comte Olaf déguisé en barman dans la ville de VDC (2018, saison 2, épisode 5).
- Dans le film Seuls two (2008), Gervais analyse et prodigue des soins à base de salsepareille à Curtis.
- Dans l’épisode 18 de la saison 2 de la série Docteur Quinn, femme médecin, Matthew Cooper commande un sirop de salsepareille au saloon.
- Dans le film The Car (1977) de Elliot Silverstein, le Shériff Everett propose de commander une salsepareille plutôt qu'un gin-tonic pour Wade Parent.

## Autre salsepareille
Au Québec, on nomme salsepareille une autre espèce de plante, que l’on trouve communément dans les sous-bois d'érables et conifères : l'Aralia nudicaulis L., de la famille des Araliacées, celle du lierre et du ginseng. La plante porte trois tiges sur un pied. La fleur, lorsque présente, part du pied et les fruits deviennent bleu foncé en murissant. Son rhizome se développe à l'horizontale à fleur de terre. Cette plante est utilisée en décoction comme anti-stress, régulateur de la pression sanguine et stimulant général.
Le nom de « salsepareille indigène » désigne aussi le Houblon (Humulus lupulus).